# إدوارد ليزلي غراي
إدوارد ليزلي غراي هو سياسي كندي، ولد في 8 أبريل 1895، وتوفي في 13 يونيو 1992. انتخب عضو الجمعية التشريعية ألبرتا.